# Choi Soo-in
Choi Soo-In, nacida el 5 de marzo de 2004, es una actriz infantil surcoreana. 

## Carrera
Debutó en la película The World of Us (El Mundo de Nosotros), donde interpretaba a una solitaria y marginada niña que intenta todo lo posible por mantener a su primer amigo.

## Filmografía

### Películas
| Año  | Título          | Papel              |
| ---- | --------------- | ------------------ |
| 2016 | The World of Us | Sun                |
| 2017 | I Can Speak     | Na Ok-Boon (joven) |

### Series de televisión
| Año  | Título    | Papel       | Canal   | Notas     | Ref.  |
| ---- | --------- | ----------- | ------- | --------- | ----- |
| 2022 | La gloria | Lee Seon-ah | Netflix | Serie web | [ 2 ] |

## Premios y nominaciones
| Año  | Premio                                   | Categoría                                  | Nominación      | Resultado |
| ---- | ---------------------------------------- | ------------------------------------------ | --------------- | --------- |
| 2016 | 25th Buil Film Awards                    | mejor actriz nueva                         | The World of Us | Nominada  |
| 2016 | 6th Shanghai International Film Festival | mejor actriz                               | The World of Us | Nominada  |
| 2016 | 56th Zlín Film Festival                  | mejor actriz infantil en película infantil | The World of Us | Ganadora  |
| 2017 | 4th Wildflower Film Awards               | mejor actriz nueva                         | The World of Us | Nominada  |
| 2017 | 53rd Baeksang Arts Awards                | mejor actriz nueva                         | The World of Us | Nominada  |
| 2017 | 22nd Chunsa Film Art Awards              | mejor actriz nueva                         | The World of Us | Nominada  |